# Туристичка организација Младеновца
| Туристичка организација Младеновца |                                       |
| [[Датотека:\|250px]]               |                                       |
| Оснивач:                           | Градска општина Младеновац            |
| Основана:                          | 2006.                                 |
| Седиште:                           | Краља Петра I 175 · Младеновац Србија |
| Директор:                          | Фиданка Јелача                        |
| Веб презентација                   |                                       |

Туристичка организација Младеновца је једна од јавних установа општине Аранђеловац, основана 26. јануара 2006. године ради вршења послова развоја, очувања и промоције туристичких вредности младеновачке општине.